# マリア・クリスティーナ・デ・ボルボン・イ・バッテンベルグ
マリア・クリスティーナ・デ・ボルボン・イ・バッテンベルグ（María Cristina de Borbón y Battenberg, 1911年12月12日 - 1996年12月23日）は、スペインの王族、スペイン王女（Infanta de España）。スペイン王フアン・カルロス1世の父方の叔母にあたる。
全名はマリア・クリスティーナ・テレサ・アレハンドラ・マリア・デ・ラ・コンセプシオン・イルデフォンサ・ビクトリア・エウヘニア（María Cristina Teresa Alejandra María de Guadalupe María de la Concepción Ildefonsa Victoria Eugenia）。

## 生涯
スペイン王アルフォンソ13世と王妃であるバッテンベルク公女ヴィクトリア・ユージェニーの間の次女として生まれた。母はイギリスのヴィクトリア女王の孫娘の1人であった。1933年、共和制への移行に伴ってスペインを退去したアルフォンソ13世は、マリア・クリスティーナと姉のベアトリスを伴ってローマに移住した。息子4人のうち2人が血友病患者だったアルフォンソ13世は、娘たちも血友病の保因者の恐れがあると考え、娘婿選びに慎重であった。
マリア・クリスティーナは1940年6月10日にローマにおいて、エンリコ・マローネ＝チンザノ伯爵（1895年 - 1968年）と結婚し、間に4人の娘をもうけた。1996年、マドリードの実家を訪問した際に、義妹のバルセロナ伯爵夫人マリア・デ・ラス・メルセデスの屋敷ヴィラ・ヒラルダ（Villa Giralda）において、心臓発作により急死した。享年85。

## 子女
- ヴィットーリア・マローネ＝チンザノ（1941年 - ） - 1961年、カーサ・ロリング侯爵ホセ・カルロス・アルバレス・デ・トレド・イ・グロスと結婚
- ジョヴァンナ・マローネ＝チンザノ（1943年 - ） - 1967年にJaime Galobart y Satrustequiと結婚（1980年離婚）、1989年にLuis Ángel Sánchez-Merlo y Ruízと再婚
- マリーア・テレーザ・マローネ＝チンザノ（1945年 - ） - 1967年、第17代バエナ公爵ホセ・ルイス・デ・アラナ・イ・モンタルボと結婚（1989年離婚）
- アンナ・サンドラ・マローネ＝チンザノ（1948年 - ） - 1968年にGian Carlo Stavro di Santarosaと結婚（1975年離婚）、1986年にFernando Schwartz y Girónと再婚